# Рафаель Морено Арансаді

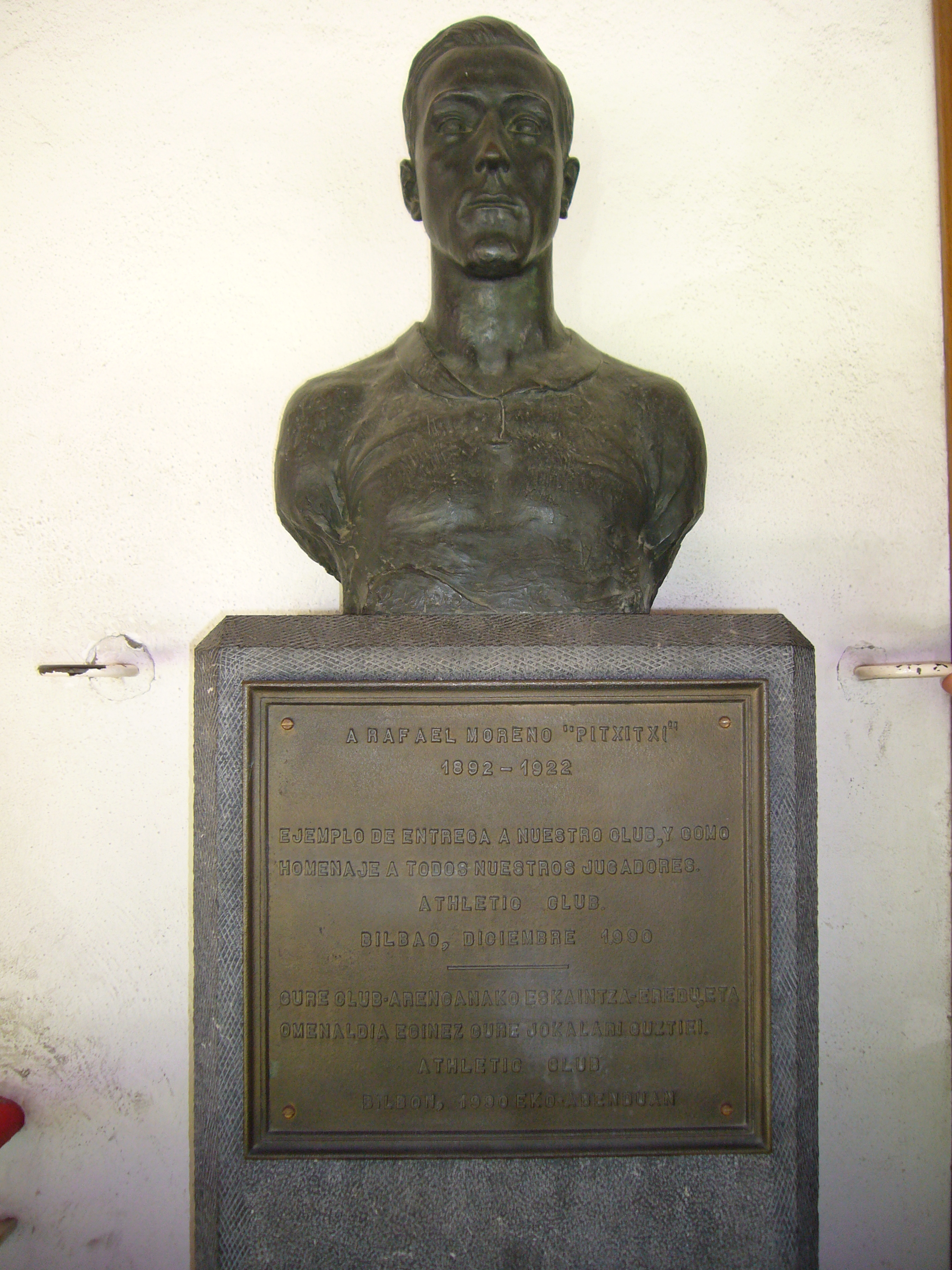
Бюст Пічічі на стадіоні «Сан-Мамес»

Рафаель Морено Арансаді (ісп. Rafael Moreno Aranzadi, баск. Rafael Moreno Arantzadi; 23 травня 1892, Більбао, Біскайя, Країна Басків, Іспанія — 1 березня 1922, Більбао), більше відомий як Пічічі (ісп. Pichichi, баск. Pitxitxi) — іспанський футболіст, що грав на позиції нападника.
Один з найбільш відомих іспанських футболістів першої чверті 20-го століття. Перший легендарний гравець «Атлетіка» (Більбао), ім'ям якого названий щорічний приз для кращого бомбардира чемпіонату Іспанії.

## Біографія
Народився і виріс у головному місті провінції Біскайя. Племіник відомого письменника Мігеля де Унамуно. В одинадцять років почав займатися в групі підготовки «Атлетіка». За основний склад, в офіційних матчах, дебютував 17 березня 1913 року — проти «Мадрида». 21 серпня того ж року відбулося відкриття нового стадіону в Більбао, в рамках якого «Атлетік» здобув перемогу над «Расінгом» з Іруна, а Пічічі став автором першого забитого м'яча на «Сан-Мамесі».
У березні 1913 року, вперше зіграв у фіналі національного кубка, але його команда зазнала поразки від «Расінга» з Іруна (2:2, 0:1). У наступні три роки баски св'яткували перемоги у цьому турнірі. Рафаель Морено став першим гравцем, який зробив «хет-трик» у фіналі кубка Іспанії: 2 травня 1915 року «Атлетік» переміг барселонський «Еспаньйол» (5:0). Загалом, чотири рази ставав переможцем національного кубка і п'ять — регіонального чемпіонату. Невисокий на зріст Пічічі, постійно грав у білій кепці, яка давала змогу його партнерам краще бачити свого супербомбардира і виконувати більш націлені передачі біля чужих воріт.
28 серпня 1920 року, у чвертьфіналі Олімпійських ігор, збірна Іспанії провела свій перший офіційний матч. В Антверпені, Рікардо Самора, Хосеп Самітьєр і Рафаель Морено з партнерами, здобули мінімальну перемогу над данцями. Всього на турнірі провів п'ять  ігор і відзначився голом у ворота голландської команди. У підсумку іспанці посіли третє місце, але через дискаліфікацію збірної Чехословаччини отримали срібні нагороди.
Завершив активну ігрову кар'єру в 29 років і став футбольним арбітром. Помер 1 березня 1922 року від висипного тифу. 
1926 року керівництво «Атлетіка» вшанувало свого легендарного гравця, встановивши бюст на стадіоні «Сан-Мамес». 2013 року погруддя було перевезено на новий стадіон команди. Іспанський художник Ауреліо Артете зобразив Пічічі, разом з дружиною, на одній зі своїх картин.
У 1953 році газета «Марка» заснувала нагороду для найвлучнішого гравця Прімери, вона отримала назву «Трофей Пічічі». Першим лауреатом став футболіст «Атлетіка» Тельмо Сарра. По п'ять разів трофей здобували Альфредо Ді Стефано, Кіні і Уго Санчес. У сезоні 2011/12 Ліонель Мессі здобув нагороду з рекордним показником у 50 забитих голів.

## Досягнення
- Срібний олімпійський призер: 1920
- Володар кубка Іспанії (4): 1914, 1915, 1916, 1921
- Чемпіон Північної Іспанії (3): 1914, 1915, 1916
- Чемпіон Біскайї (2): 1920, 1921

## Статистика
| Команда             | Сезон             | Регіональний чемпіонат | Регіональний чемпіонат | Кубок Іспанії | Кубок Іспанії | Всього | Всього |
| Команда             | Сезон             | Ігри                   | Голи                   | Ігри          | Голи          | Ігри   | Голи   |
| ------------------- | ----------------- | ---------------------- | ---------------------- | ------------- | ------------- | ------ | ------ |
| «Атлетік» (Більбао) | 1912/13           | 0                      | 0                      | 3             | 3             | 3      | 3      |
| «Атлетік» (Більбао) | 1913/14           | 9                      | 9                      | 3             | 4             | 12     | 13     |
| «Атлетік» (Більбао) | 1914/15           | 10                     | 19                     | 2             | 3             | 12     | 22     |
| «Атлетік» (Більбао) | 1915/16           | 11                     | 13                     | 1             | 0             | 12     | 13     |
| «Атлетік» (Більбао) | 1916/17           | 10                     | 6                      | 0             | 0             | 10     | 6      |
| «Атлетік» (Більбао) | 1917/18           | 12                     | 11                     | 0             | 0             | 12     | 11     |
| «Атлетік» (Більбао) | 1918/19           | 6                      | 5                      | 0             | 0             | 6      | 5      |
| «Атлетік» (Більбао) | 1919/20           | 8                      | 5                      | 5             | 0             | 13     | 5      |
| «Атлетік» (Більбао) | 1920/21           | 6                      | 5                      | 3             | 0             | 9      | 5      |
| Всього за кар'єру   | Всього за кар'єру | 72                     | 73                     | 17            | 10            | 89     | 83     |

Статистика виступів на Олімпійських іграх:
| № | Дата       | Команда | Рахунок | Суперник   | Голи |
| - | ---------- | ------- | ------- | ---------- | ---- |
| 1 | 28.08.1920 | Іспанія | 1:0     | Данія      |      |
| 2 | 29.08.1920 | Іспанія | 1:3     | Бельгія    |      |
| 3 | 01.09.1920 | Іспанія | 2:1     | Швеція     |      |
| 4 | 02.09.1920 | Іспанія | 2:0     | Італія     |      |
| 5 | 05.09.1920 | Іспанія | 3:1     | Нідерланди | 72'  |